# Ultima genesi
Ultima genesi (Dawn in lingua originale) è un romanzo di fantascienza del 1987, scritto dalla statunitense Octavia E. Butler. È il primo romanzo del ciclo della Xenogenesi, cui appartengono anche Ritorno alla Terra (1988) e Imago (1989).

## Ambientazione
Dopo un olocausto nucleare che ha portato alla quasi totale estinzione dell'umanità, gli ultimi sopravvissuti sono stati salvati dagli alieni oankali, che li hanno portati sulla propria astronave e mantenuti in animazione sospesa per diversi decenni. Le vicende narrate nel romanzo si svolgono quando le azioni degli oankali hanno reso le condizioni ambientali sulla Terra nuovamente adatte al sostentamento di una popolazione umana e sta per prendere avvio il loro progetto di ripopolamento del pianeta.

## Trama
Con gli oankali intervenuti per salvare gli ultimi superstiti dalla Terra quando il loro numero si era ridotto a poche migliaia di unità, non ci fu modo di stabilire efficacemente un primo contatto. I terrestri, per lo più gravemente feriti e incoscienti, furono mantenuti in animazione sospesa nel mentre che gli alieni studiavano la loro fisiologia e individuavano un modo per comunicare. Alcuni individui furono risvegliati più volte nel corso del tempo affinché gli oankali potessero confrontarsi con loro e apprendere informazioni sulla cultura umana. Durante tali interrogatori, tuttavia, finirono per comportarsi in modo rude e a tratti crudele, non avendo informazioni riguardo alle abitudini ed ai bisogni degli spaesati terrestri.
Lilith Iyapo visse in particolare diversi episodi di infelice "risveglio" prima di essere selezionata dagli oankali per guidare e formare il primo gruppo di esseri umani che sarebbe tornato a popolare la Terra. Prendere coscienza della realtà, tuttavia, non si rivela semplice per Lilith. Ammessa in una famiglia oankali, è consapevole che il prezzo che sarà richiesto ai terrestri sarà troppo alto: procreare dei discendenti che non saranno più interamente umani, ma frutto di un'ibridizzazione con il genoma oankali.

## Edizioni
- (EN) Octavia E. Butler, Dawn, Warner Books, 1987.
- Octavia E. Butler, Ultima genesi, traduzione di Gaetano Staffilano, Urania n° 1058, Milano, Arnoldo Mondadori Editore, 1987.
- Octavia E. Butler, Ultima genesi, traduzione di Gaetano Staffilano, Urania Collezione 202, Milano, Arnoldo Mondadori Editore, 2019.